# Rupert Sheldrake
Rupert Sheldrake (ur. 28 czerwca 1942 w Newark-on-Trent, UK) – brytyjski biolog, pisarz i przedstawiciel paranauki. Twórca hipotez pola morfogenetycznego i rezonansu morficznego. Badacz telepatii. Krytyk „systemu wierzeń” współczesnej nauki, które jego zdaniem przedstawiane są jako dogmaty na przykład w szkolnictwie i wstrzymują postęp naukowy.

## Wykształcenie
Sheldrake odebrał wykształcenie w Clare College na Uniwersytecie Cambridge (nauki przyrodnicze, później doktorat w dziedzinie biochemii) oraz na Uniwersytecie Harvarda (filozofia i historia nauki).

## Krytyka dogmatyzmu w nauce
Sheldrake wymienia następujące, obecnie jego zdaniem podważalne, „dogmaty” lub założenia współczesnego materializmu naukowego:
1. natura jest mechaniczna lub podobna do maszyny
2. materia nie ma świadomości
3. prawo zachowania masy i energii
4. prawa przyrody są niezmienne w czasie i przestrzeni
5. natura nie ma celu
6. biologiczne dziedziczenie jest wyłącznie materialne (genetyczne lub epigenetyczne)
7. pamięć przechowywana jest w mózgu
8. umysł jest całkowicie zlokalizowany w głowie
9. zjawiska parapsychiczne są złudzeniem
10. „mechaniczna”, ortodoksyjna medycyna jest jedyną skuteczną medycyną

## Rezonans morficzny
Sheldrake utrzymuje, że wszystkie systemy samoorganizują się poprzez pamięć poprzednich systemów danego typu (komórki, kultury) przekazywaną miedzypokoleniowo. Powtarzalność form nie wynika z ogólnych praw (w biologii i chemii), ale jest zależna od stanów poprzednich. Odnosząc się do pojęć dualizmu korpuskularno-falowego i rezonansu, którego efektem są określone widma, wprowadza pojęcie rezonansu morficznego, który miałby działać nie w jednowymiarowych, ale w trójwymiarowych wzorcach drgań i wpływać na formy danego systemu. Przyjmuje też, że pola morficzne większych jednostek kształtują pola morficzne ich części, a im częściej występowały dane formy w przeszłości, tym większy mają wpływ na rezonans morficzny. Pola morfogenetyczne są nieznanymi do tej pory fizyce polami, powstają dzięki rezonansowi morficznemu i ewoluują razem z organizmami, które same kształtują. Koncepcja Sheldrake’a uznawana jest za pseudonaukę („jest koncepcją pseudonaukową egzystującą niemal wyłącznie na obrzeżach nauki, lub poza nimi”).

## Publikacje
Sheldrake jest autorem lub współautorem książek przełożonych na wiele języków (w tym polski), oraz taśm video i audio.
Wydał m.in. książkę pt. „Siedem doświadczeń, które mogą zmienić świat” (Seven Experiments That Could Change The World: A Do-It Yourself Guide to Revolutionary Science). Pytany, skąd wziął na nią pomysł, odpowiedział: „Chciałem zbadać zjawiska, którymi nie zajmuje się tradycyjna nauka. W szczególności zainteresowały mnie niezwykłe zdolności zwierząt, takie jak zdolności telepatyczne zwierząt domowych, które w jakiś sposób wyczuwają, że ich właściciele wracają do domu, a także umiejętności nawigacyjne gołębi czy zdolności organizacyjne termitów. U ludzi interesują mnie chociażby takie zjawiska, jak odczuwanie, że ktoś nas obserwuje, czy też często spotykane u osób, które straciły kończyny, wrażenie, że ciągle je mają. Są to bardzo fascynujące zjawiska, jednak całkowicie lekceważone przez naukę. Uznałem, że najwyższy czas, by zostały porządnie zbadane.” Sheldrake ociera się więc o parapsychologię. W książce Niezwykłe zdolności naszych zwierząt stwierdza, że zwierzęta komunikują się telepatycznie ze swoimi właścicielami i mają dar jasnowidzenia. Argumentacja o paranormalnych zdolnościach zwierząt podważona została przez neuropsychologa Stanleya Corena.

## Książki wydane w Polsce
- Zdążyć przed Apokalipsą – Ralph Abraham, Terence McKenna i Rupert Sheldrake, wyd. Limbus, Bydgoszcz 1995, 239 stron
- Niezwykłe zdolności naszych zwierząt – Rupert Sheldrake, wyd. Książka i Wiedza, Warszawa 2001
- Matthew Fox, Rupert Sheldrake: Naturalna łaska. Dialogi o nauce i duchowości. Virgo, 2011. ISBN 978-83-62842-01-8. OCLC 803973648. (pol.). Brak numerów stron w książce
- Nowa biologia: rezonans morficzny i ukryty porządek, wyd. Virgo, Warszawa 2013 ISBN 978-83-62842-06-3
- Rupert Sheldrake: Nauka – wyzwolenie z dogmatów. Wydawnictwo Manendra, 2015. ISBN 978-83-936780-4-4. OCLC 934750412. (pol.). Brak numerów stron w książce

## Książki wydane w USA
- Seven Experiments That Could Change The World: A Do-It Yourself Guide to Revolutionary Science – Rupert Sheldrake, wyd. drugie uzupełnione o wyniki badań, wyd. Park Street Press, 1 lipca 2002, 320 stron, ISBN 0-89281-989-8, ISBN 978-0892819898.
- A New Science of Life: The Hypothesis of Morphic Resonance – Rupert Sheldrake, wyd. Park Street Press (1 marca 1995), 272 strony, miękka okładka, ISBN 0-89281-535-3, ISBN 978-0892815357.
- Natural Grace: Dialogues on Creation, Darkness, and the Soul in Spirituality and Science – Rupert Sheldrake i Matthew Fox, wyd. Image (18 sierpnia 1997), 224 strony, miękka okładka, ISBN 0-385-48359-7, ISBN 978-0385483599.
- Chaos, Creativity and Cosmic Consciousness – Ralph Abraham, Terence McKenna i Rupert Sheldrake (wydana po raz pierwszy pod tytułem Trialogues at the Edge of the West) wyd. Park Street Press (1 listopada 2001), 208 stron, miękka okładka, ISBN 0-89281-977-4, ISBN 978-0892819775.
- The Presence of the Past: Morphic Resonance & the Habits of Nature – Rupert Sheldrake, wyd. Park Street Press (1 marca 1995), 416 stron, miękka okładka, ISBN 0-89281-537-X, ISBN 978-0892815371.
- Dogs That Know When Their Owners Are Coming Home And Other Unexplained Powers of Animals: An Investigation – Rupert Sheldrake, wyd. Crown (21 września 1999), 368 stron, twarda okładka, ISBN 0-609-60092-3, ISBN 978-0609600924.
- The Sense of Being Stared At: And Other Unexplained Powers of the Human Mind – Rupert Sheldrake, wyd. Three Rivers Press (16 marca 2004), 384 strony, miękka okładka, ISBN 1-4000-5129-0, ISBN 978-1400051298.
- The Evolutionary Mind: Conversations on Science, Imagination and Spirit – Rupert Sheldrake, Terence McKenna & Ralph Abraham, wyd. Monkfish Book Publishing; wydanie poprawione (1 kwietnia 2005), 224 strony, miękka okładka, ISBN 0-9749359-7-2, ISBN 978-0974935973 recenzje książki
- Sheldrake and His Critics: The Sense of Being Glared At – Rupert Sheldrake i Anthony Freeman (red.), wyd. Imprint Academic; wydanie ilustrowane (7 lipca 2005), 128 stron, miękka okładka, ISBN 1-84540-043-7, ISBN 978-1845400439.